# Гризли (роман)
 Тази статия е за романа.  За животното вижте Гризли.  
„Гризли“ (на английски: The Grizzly King) е роман от 1916 година, написан от американския писател Джеймс Оливър Кърууд (1878 – 1927). Филмиран е през 1988 от режисьора Жан-Жак Ано под името „Мечката“ (L' Ours).